# Caporalato
Il caporalato è una forma illegale di reclutamento e organizzazione della manodopera nel lavoro dipendente, sanzionata dagli ordinamenti di vari Stati del mondo.
Il fenomeno è così detto dalla denominazione gergale degli intermediari - detti appunto caporali - che assumono per breve periodo (giornaliero o al più settimanale) operai senza rispettare le regole di assunzione e i diritti dei lavoratori.

## Storia
Dalla seconda metà del XX secolo, con lo sviluppo del diritto del lavoro, la pratica del caporalato è progressivamente emersa come attività della criminalità organizzata volta all'elusione della disciplina sul lavoro, mirante allo sfruttamento illegale e a basso costo di manodopera agricola. I salari elargiti ai lavoratori ('giornate') sono notevolmente inferiori rispetto a quelli del tariffario regolamentare e spesso privi di versamento dei contributi previdenziali.
Va anche aggiunto, in relazione alla condizione femminile, che "a volte il rapporto della donna con il caporale va oltre il lavoro in agricoltura e, in una sorta di complicità protettiva, il caporale spesso coinvolge le sue protette in giri illeciti e clandestini".

## Diffusione in Italia
Il caporalato era diffuso su tutto il territorio italiano, in particolare nel settore ortofrutticolo del Mezzogiorno e nell'edilizia del Settentrione. Secondo la legge italiana attuale il caporale è un mediatore illegale di manodopera e gestore dei lavori secondo le richieste dell'imprenditore agricolo.
Il caporalato è spesso collegato ad organizzazioni mafiose e malavitose. Esso generalmente trova grande riscontro nelle fasce più deboli e disagiate della popolazione, ad esempio tra i lavoratori immigrati, come gli extracomunitari. Il fenomeno del caporalato si è ancor più diffuso con i recenti movimenti migratori provenienti dall'Africa, dalla Penisola balcanica, dall'Europa orientale e dall'Asia: infatti chi migra clandestinamente nella speranza di migliorare la propria condizione finisce facilmente nelle mani di queste persone, venendo ridotto in condizioni di schiavitù e dipendenza. Inchieste giornalistiche del 2015 mostrano che il fenomeno continua ad aver diffusione anche nei confronti di donne italiane durante le campagne di raccolta dell'uva e delle fragole. I media hanno riportato, in un caso tragico che ha fatto scalpore, che l'azienda pagava regolarmente l'agenzia di lavoro interinale, mentre alla lavoratrice arrivava una retribuzione enormemente inferiore.

### In Puglia
Il caporalato è apparso nelle cronache giornalistiche nel maggio del 1980: tre ragazze di Ceglie Messapica in Puglia persero la vita in un autobus dei caporali. Il 17 luglio alcuni caporali tentarono di investire lavoratori e sindacalisti di Villa Castelli durante una manifestazione contro il fenomeno, dopo aver rivolto loro minacce di morte. Il 21 luglio sempre a Villa Castelli otto caporali armati di pistola aggredirono i sindacalisti della CGIL e assaltarono la sede locale del sindacato. Nel 1982 un caporale prima di suicidarsi piazzò 11 ordigni a Villa Castelli nei pressi delle residenze di esponenti del movimento anti-caporalato.  Il fenomeno non fu sradicato e il 5 giugno 2011 nell'ambito dell'operazione Little Castle la Guardia di Finanza sequestrò beni per un milione e mezzo di euro. Nel 2015 morirono almeno 8 persone accertate. Il 13 luglio 2015 ad Andria (BAT) perse la vita Paola Clemente, bracciante tarantina, morta in seguito ad un infarto miocardico. Da allora "Mai più" e anche in suo nome fu approvata la legge che contrasta il caporalato e lo sfruttamento in agricoltura. Con la 199/2016 lo Stato Italiano mette a disposizione della magistratura uno strumento in più per contrastare tale fenomeno.

### In Calabria
Nel gennaio 2010 i lavoratori extracomunitari di Rosarno in Calabria organizzarono una serie di manifestazioni contro i caporali, la tensione sfociò in una escalation di violenza tra braccianti e abitanti del piccolo centro calabrese. Il 26 aprile 2010 furono arrestati a Rosarno 30 caporali, i quali sfruttavano lavoratori extracomunitari costretti a lavorare in condizioni disumane nei campi, raccogliendo agrumi coltivati nel rosarnese, con turni di lavoro pari a 15 ore al giorno. L'inchiesta consentì inoltre di fare luce su un sistema di truffe perpetrate ai danni degli enti previdenziali. Sul piano patrimoniale, sono stati sequestrati duecento terreni e venti aziende agricole per un valore complessivo di 10 milioni di euro.

### Italia settentrionale
Lo sfruttamento della manodopera a basso costo in agricoltura è prassi diffusa non solo al Sud, ma sono stati riscontrati casi anche in Toscana, Emilia-Romagna, Piemonte, Lombardia e Veneto.

## Il contrasto al fenomeno

### Italia
La locazione di personale era un fenomeno vietato dal codice civile italiano del 1942, la successiva legge 23 ottobre 1960, n. 1369 venne emanata con lo scopo di combattere un fenomeno di sfruttamento della manodopera, il "caporalato", con il quale uno pseudo-appaltatore s'interponeva tra il vero datore e il lavoratore, in modo che il datore non dovesse assumersi le responsabilità del rapporto di lavoro. Il D. Lgs. 276/2003 modifica la legge istituendo le agenzie di lavoro interinale o di somministrazione di lavoro, già in parte previste dalle c.d. Legge Treu. L'art. 12 del D.L. 13 agosto 2011, n. 138, convertito con modificazioni dalla legge 14 settembre 2011, n. 148 ha introdotto nel codice penale italiano il nuovo reato di intermediazione illecita e sfruttamento del lavoro. Le pene previste per i cosiddetti "caporali" sono la reclusione da cinque a otto anni e una multa da 500 a 1000 € per ogni lavoratore coinvolto. Il governo ha annunciato il ricorso a strumenti normativi per punire gravemente, fino alla confisca dei beni, le aziende che utilizzano manodopera tramite il caporalato, mentre sui media si è sottolineato che il problema risiede principalmente  nell'intermediazione, mascherata da forme solo in apparenza con una rispettabilità legale (false cooperative,  filiali inquinate di agenzie di lavoro interinale). Il 18 ottobre 2016 la Camera approva il disegno di legge per il contrasto al caporalato e al lavoro nero.

## Film riguardanti il caporalato
- Riso amaro, regia di Giuseppe De Santis (1949)
- Spaccapietre, regia di Gianluca e Massimiliano De Serio (2020)
- L'oro rosso, regia di Cesare Fragnelli (2007) - cortometraggio
- Pietro Alò: la follia degli onesti - documentario
- Il sangue verde, regia di Andrea Segre (2010) - documentario